# Stanton (Nebraska)
Stanton é uma cidade localizada no estado americano de Nebraska, no Condado de Stanton.

## Demografia
Segundo o censo americano de 2000, a sua população era de 1627 habitantes.
Em 2006, foi estimada uma população de 1633, um aumento de 6 (0.4%).

## Geografia
De acordo com o United States Census Bureau, a localidade tem uma área de 4,6 km², sem área coberta por água. Stanton localiza-se a aproximadamente 451 m acima do nível do mar.

## Localidades na vizinhança
O diagrama seguinte representa as localidades num raio de 28 km ao redor de Stanton.